# 41-й укреплённый район
41-й укреплённый район — воинское соединение СССР в Великой Отечественной войне.

## История
Сформирован в Прибалтийском особом военном округе 4 июня 1941 года.
В действующей армии с 22 июня 1941 года по 19 июля 1941 года.
Должен был обеспечить оборону порта и военно-морской базы в Либаве. Полосу укреплённого района готовила, по-видимому для дальнейшего строительства, подразделения 67-й стрелковой дивизии
Собственного гарнизона район не имел, был сформирован только штаб.
Уничтожен в Либаве через несколько дней после начала войны.
19 июля 1941 года укреплённый район был расформирован.

## Полное название
41-й укреплённый район

## Состав
Только управление

## Подчинение
| Дата            | Фронт (округ)         | Армия     | Корпус (группа) | Примечания |
| --------------- | --------------------- | --------- | --------------- | ---------- |
| 22.06.1941 года | Северо-Западный фронт | 8-я армия | -               | -          |
| 01.07.1941 года | Северо-Западный фронт | -         | -               | -          |

## Коменданты района
- дивизионный комиссар Серафим Петрович Николаев